# Bahnhof Frohburg
Der Bahnhof Frohburg ist eine Betriebsstelle der Bahnstrecke Neukieritzsch–Chemnitz und der einst hier abzweigenden Bahnstrecke Frohburg–Kohren-Sahlis auf dem Stadtgebiet von Frohburg in Sachsen.

## Lage
Der Bahnhof Frohburg liegt im Norden von Frohburg im sächsischen Landkreis Leipzig.

## Geschichte
Der Bahnhof Frohburg wurde am 8. April 1872 mit der Bahnstrecke Neukieritzsch–Chemnitz eröffnet. Seit Mitte der 1890er Jahre erfolgte der Ausbau des zu dieser Zeit noch relativ unbedeutenden Bahnhofs. Nachdem im Frühjahr 1896 der Bahnbau für die Nebenbahn Frohburg–Kohren genehmigt wurde, erfolgte die Eröffnung der Bahnstrecke Frohburg–Kohren-Sahlis am 26. April 1906. Der neue Bahnhofsteil für die Strecke nach Kohren entstand südlich der bestehenden Anlagen.

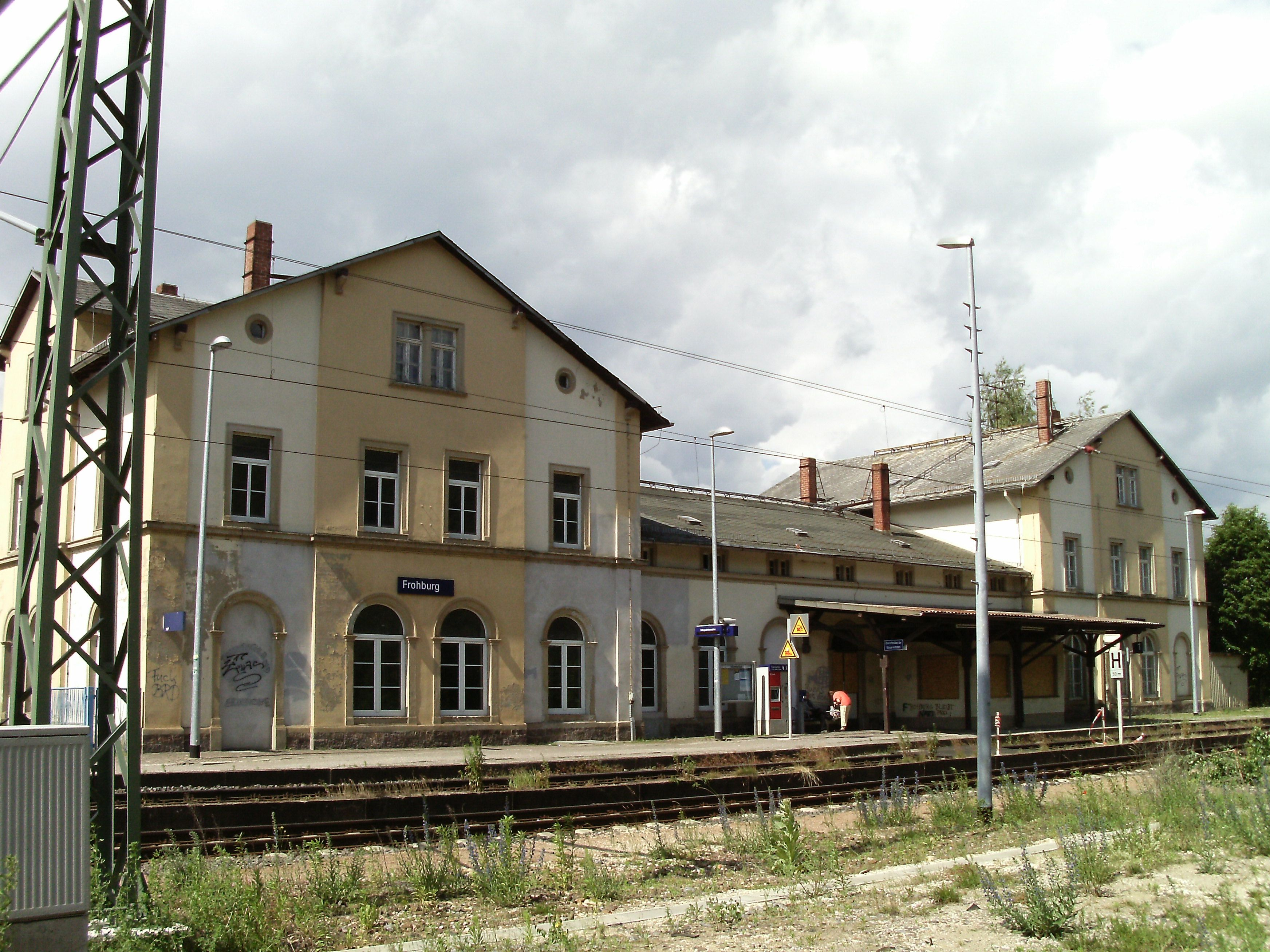
Empfangsgebäude (2012)

An Hochbauten erhielt der Bahnhof Frohburg neben dem Empfangsgebäude einen Güterschuppen, Lokbehandlungsanlagen, zwei Stellwerke und ein Wirtschaftsgebäude. Das Empfangsgebäude, das aus einem Mittelbau und zwei zweieinhalbgeschossigen Seitenflügeln besteht, befand sich seit 2012 im Eigentum der Stadt Frohburg. Mit Beschluss des Stadtrats vom 5. September 2019 verkaufte sie es weiter an den Investor Hubert Herr. Wenn er nicht binnen fünf Jahren das Empfangsgebäude saniert, fällt es an die Stadt zurück.
Mit der Einstellung des Schienenverkehrs auf der Bahnstrecke nach Kohren-Sahlis im Jahr 1967 sank die Bedeutung des Bahnhofs wieder. Der zurückgebaute Bahnhof besitzt heute lediglich noch zwei Gleise, von denen der Hausbahnsteig barrierefrei ausgebaut wurde. Er hat seitdem eine Länge von 145 Metern und eine Höhe von 55 Zentimetern. Da der noch vorhandene Zwischenbahnsteig für den Regelbetrieb nicht benötigt wird, besitzt er keinen regulären Zugang mehr. Ein kurzes Reststück der Stichbahn nach Kohren-Sahlis wird noch als Anschlussgleis genutzt.
Die Teilstrecke von Borna über Frohburg nach Geithain wurde im Sommer 2010 elektrifiziert, so dass die ehemals von Leipzig über Borna nach Geithain verkehrende Nahverkehrslinie MRB 2/70 mit Eröffnung des nur elektrisch befahrbaren City-Tunnels Leipzig im Dezember 2013 als S-Bahn-Linie S4 in das Netz der S-Bahn Mitteldeutschland einbezogen werden konnte. 